# Drowning Pool (album)
Drowning Pool è il quarto album studio dell'omonimo gruppo musicale alternative metal statunitense, pubblicato il 27 aprile 2010. Dall'album sono stati estratti i singoli Feel Like I Do e Turn So Cold.
Durante la realizzazione dell'album, il cantante Ryan McCombs ha perso il padre e sua moglie ha divorziato da lui: da qui ha tratto ispirazione per la musica ed i testi dell'album. Inoltre in questo album la band abbandona il genere nu metal che la aveva contraddistinta nei precedenti album, mentre aumentano le influenze alternative metal, hard rock e post grunge, che di solito nei precedenti album trascurava.

## Tracce
1. Let the Sin Begin – 3:35
2. Feel Like I Do – 3:31
3. Turn So Cold – 3:36
4. Regret – 3:16
5. Over My Head – 3:26
6. All About Me – 3:40
7. More Than Worthless – 3:55
8. Children of the Gun – 3:29
9. Alcohol Blind – 4:09
10. Horns Up – 3:44
11. King Zero – 2:59

Durata totale: 39:20

## Formazione
- Ryan McCombs – voce
- C.J. Pierce – chitarra
- Stevie Benton – basso
- Mike Luce – batteria